# Ferdinand O. Kopp

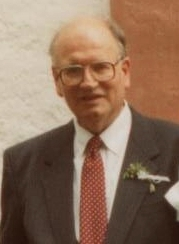
Ferdinand Kopp (1992)

Ferdinand Otto Kopp (* 12. Januar 1932; † 2. Juli 1995 in München) war ein deutscher Staatsrechtslehrer.

## Leben
Nach dem Abitur im Jahr 1950 an dem humanistischen Maximilian-Gymnasium in München und einem Studienaufenthalt in den USA, nahm Kopp das Studium der Rechts- und Wirtschaftswissenschaften an der Ludwig-Maximilians-Universität München auf. Dort absolvierte er 1955 das Examen als Diplomvolkswirt, 1956 das Examen als Diplomkaufmann und 1957 das Erste Juristische Staatsexamen. Noch im gleichen Jahr wurde er in München  mit der Dissertation Historische und zeitgemäße Auslegung von Gesetzen zum Doktor der Rechte promoviert. Nachdem er bereits in der Schule die Wahlfächer Französisch, Italienisch, Spanisch und Russisch belegt hatte, lernte er während des Studiums auch Portugiesisch, Arabisch, Türkisch, Japanisch und Chinesisch. Als Assistent am Institut für Rechtsvergleichung bei Murad Ferid qualifizierte er sich weiter im englischen, amerikanischen und französischen Recht. 1960 folgte das zweite Staatsexamen.
Danach trat Kopp in den öffentlichen Dienst ein, wo er als Verwaltungsbeamter sowohl auf Bundes- als auch auf Landesebene arbeitete. 1962 wurde er für anderthalb Jahre zu den Vereinten Nationen als Verwaltungssachverständiger zur Beratung der libyschen Regierung und als Dozent an die Verwaltungsschule in Tripolis abgeordnet. 1965 wurde er zum Richter am Verwaltungsgericht München ernannt, 1967 zum Oberverwaltungsrichter am Bayerischen Verwaltungsgerichtshof befördert.
1969 habilitierte er sich an der Ludwig-Maximilians-Universität München mit einer Arbeit zu „Verfassungsrecht und Verwaltungsverfahrensrecht“, die von Hans Spanner betreut wurde. Einen Ruf an die Universität Graz nahm Kopp 1970 an, wo er bis 1978 als Ordentlicher Professor für Öffentliches Recht lehrte. Ab 1977 war er zusätzlich Lehrbeauftragter an der Universität Innsbruck für Italienisches und Deutsches Öffentliches Recht. 1978 nahm er einen Ruf an die Juristische Fakultät der neu gegründeten Universität Passau auf den Lehrstuhl für Öffentliches Recht, insbesondere Verwaltungsrecht, Verwaltungsprozessrecht und Verwaltungslehre an, den er bis zu seinem Tode im Jahr 1995 innehatte. 1988 wurde er zum Honorarprofessor an der Universität Innsbruck ernannt.
Ferdinand O. Kopp war verheiratet und hatte vier Söhne.
Am 26. Januar 1996 fand aus Anlass seines Todes zu seinen Ehren eine Akademische Gedenkfeier an der Universität Passau statt. Ende Oktober 2007 erschien eine von Kopps Lehrstuhlnachfolger Dirk Heckmann herausgegebene Gedenkschrift mit dem Titel „Modernisierung von Justiz und Verwaltung“ im Richard Boorberg Verlag, die im Rahmen einer Akademischen Feierstunde am 9. November 2007 an der Universität Passau der Familie Kopp überreicht wurde. Das Geleitwort hierzu verfasste der Bundespräsident der Republik Österreich Heinz Fischer, der von einer durch Ferdinand O. Kopp geleiteten Habilitationskommission der Universität Innsbruck 1978 habilitiert worden war.

## Wirken
Ferdinand O. Kopp zählt zu den bedeutendsten Prozessualisten des 20. Jahrhunderts. Seine beiden Kommentare zur VwGO und zum VwVfG sind Standardwerke des öffentlichen Verfahrens- und Prozessrechts, die insbesondere die Rechtsprechung der Verwaltungsgerichte maßgeblich beeinflussen konnten (so zählte etwa die juris-Datenbank in der Rubrik Rechtsprechung im November 2007 ca. 19.000 Entscheidungen, in denen Kopp zitiert wurde).

## Werke
- Historische und zeitgemäße Auslegung von Gesetzen, Dissertation 1954/1957
- Verfassungsrecht und Verwaltungsverfahrensrecht, Habilitationsschrift 1971
- Verwaltungsgerichtsordnung, Kommentar, München C.H. Beck, 1. Aufl. 1974, 10. Aufl. 1994 (danach fortgeführt unter Kopp/Schenke, derzeit 27. Aufl. 2021)
- Verwaltungsverfahrensgesetz, Kommentar, München C.H. Beck, 1. Aufl. 1976, 6. Aufl. 1996 (danach fortgeführt unter Kopp/Ramsauer, derzeit 22. Aufl. 2021)